# Natuashish
Natuashish est, avec Sheshatshiu, une de deux communautés innues au Labrador, dans la province canadienne de Terre-Neuve-et-Labrador.
La communauté comptait 1 027 habitants en 2018 contre 931 habitants en 2011.

## Histoire
Natuashish fut établie en 2002 dans l'espoir de résoudre les problèmes sociaux qui ont affecté auparavant la communauté de Davis Inlet à 15 km de là,. 
Au départ, les rapports suggérèrent que le plan du gouvernement canadien de renouveau fut un échec. La communauté fut alors affaiblie par l'alcool et l'abus de drogues. Le gouvernement fut accusé de créer un système bureaucratique inadéquat. La bande locale fut accusée de corruption, comme fut diffusé en 2005 un reportage de la CBC démontrant que le leadership avait fait le trafic de drogues et autres substances illicites afin de garder le pouvoir.
C'est pourquoi la communauté a décidé de bannir l'alcool sur la réserve en janvier 2008. La nouvelle loi interdit la vente, l'achat et la possession de l'alcool dans la communauté. Le règlement d'interdiction a été confirmé lors d'un référendum ultérieur organisé dans la communauté en mars 2010.
En 2017, la Nation innue a déclaré qu'il y avait 165 enfants innus du Labrador placés en famille d'accueil, dont 80 sont placés à l'extérieur de leurs communautés d'origine, Natuashish et Sheshatshiu. En 2020, selon le grand chef de la nation innue, Gregory Rich, Natuashish et Sheshatshiu ont une population collective d'environ 3 000 personnes, dont environ la moitié sont des jeunes. De ce nombre, 167 sont confiés au gestionnaire des services à l'enfance et à la jeunesse.
Après des années passées sous la responsabilité de tiers et la cogestion de leurs finances, en 2019, la Première nation innue Mushuau s'est retirée de la cogestion pour la première fois de son histoire.
En mai 2020, un garçon de 15 ans de Natuashish est décédé par suicide alors qu'il était sous garde provinciale résidant dans un foyer de groupe à Happy Valley-Goose Bay. Le grand chef de la nation innue, Gregory Rich, croit que c'est la première fois qu'un enfant confié au ministère de l'Enfance, des Aînés et du Développement social de Terre-Neuve-et-Labrador s'enlève la vie.
|  |  |

## Transports
La communauté est desservie par l'aéroport de Natuashish.